# Penampaan (Blangkejeren)
Penampaan is een bestuurslaag in het regentschap Gayo Lues van de provincie Atjeh, Indonesië. Penampaan telt 1.106 inwoners (volkstelling 2010).